# پتاو پایان
پتاو پایان (به انگلیسی: Petaw Payan) یک روستا در پاکستان است.